# 中当町
中当町（なかとうちょう）は、愛知県豊田市の地名。

## 地理

### 河川・池沼
- 名倉川
- 滝ヶ洞

### 交通
- 国道257号

### 施設
- 中当神社

## 歴史

### 沿革
- 2005年（平成17年）4月1日 - 東加茂郡稲武町大字中当が合併に伴い、豊田市中当町となる[WEB 6]。

### 人口の変遷
国勢調査による人口および世帯数の推移。
| 1990年（平成2年）  | 36世帯 145人 |  |
| 1995年（平成7年）  | 36世帯 124人 |  |
| 2000年（平成12年） | 32世帯 105人 |  |
| 2005年（平成17年） | 31世帯 85人  |  |
| 2010年（平成22年） | 30世帯 67人  |  |
| 2015年（平成27年） | 28世帯 60人  |  |
| 2020年（令和2年）  | 25世帯 52人  |  |

### WEB
1. 1 2  総務省統計局 (2022年2月10日). “令和2年国勢調査の調査結果(e-Stat) - 男女別人口，外国人人口及び世帯数－町丁・字等” (CSV). 2023年8月2日閲覧。
2. ↑  “愛知県豊田市の町丁・字一覧”.   人口統計ラボ. 2024年2月26日閲覧。
3. ↑  “読み仮名データの促音・拗音を小書きで表記するもの(zip形式) 愛知県” (zip).   日本郵便 (2024年2月29日). 2024年3月26日閲覧。
4. ↑  “市外局番の一覧” (PDF).   総務省 (2022年3月1日). 2022年3月22日閲覧。
5. ↑  “ナンバープレートについて”.   一般社団法人愛知県自動車会議所. 2024年1月21日閲覧。
6. ↑  “愛知県豊田市の郵便番号一覧”.   日本郵便. 2024年3月13日閲覧。
7. ↑  総務省統計局 (2014年3月28日). “平成7年国勢調査の調査結果(e-Stat) - 男女別人口及び世帯数 －町丁・字等” (CSV). 2021年7月20日閲覧。
8. ↑  総務省統計局 (2014年5月30日). “平成12年国勢調査の調査結果(e-Stat) - 男女別人口及び世帯数 －町丁・字等” (CSV). 2021年7月20日閲覧。
9. ↑  総務省統計局 (2014年6月27日). “平成17年国勢調査の調査結果(e-Stat) - 男女別人口及び世帯数 －町丁・字等” (CSV). 2021年7月21日閲覧。
10. ↑  総務省統計局 (2012年1月20日). “平成22年国勢調査の調査結果(e-Stat) - 男女別人口及び世帯数 －町丁・字等” (CSV). 2021年7月21日閲覧。
11. ↑  総務省統計局 (2017年1月27日). “平成27年国勢調査の調査結果(e-Stat) - 男女別人口及び世帯数 －町丁・字等” (CSV). 2021年7月21日閲覧。

### 書籍
1. ↑  愛知県企画部統計課 1993, p. 246.